# Aurel Stein
Pour les articles homonymes, voir Stein.
Aurel Stein (né le 26 novembre 1862 à Pest en Hongrie et mort le 26 octobre 1943 à Kaboul en Afghanistan) est un archéologue et explorateur hongrois, d'origine juive et naturalisé britannique, dont les travaux ont porté essentiellement sur les anciennes civilisations de l’Asie centrale.

## Jeunesse et premiers postes
Aurel Stein est né Márk Aurél Stein, dans une famille bourgeoise juive de l'époque de la monarchie austro-hongroise, et baptisé chrétiennement dans l'Église luthérienne. Il commence son éducation dans une école catholique, où il apprend le latin et le grec. Puis sa famille l’envoie à Dresde, à l’âge de dix ans, où il passe quatre ans. 
À dix-sept ans, il s’installe à Vienne pour étudier le sanscrit et la philologie, puis à Leipzig et Tübingen, où il obtient un doctorat en 1883.
En 1884, il s’installe en Angleterre pour étudier les collections orientales d’Oxford, de Cambridge et de Londres, et son séjour n’est interrompu que par le service militaire à Budapest qu’il consacre à l’étude des techniques de topographie.
En 1887, il obtient le poste de directeur du Collège Oriental de Lahore et de secrétaire (registrar) à l’université du Punjab, et s’embarque pour les Indes. Dès qu’il le peut, il s’éloigne de ses obligations administratives. Il passe ses congés au Cachemire, où il recherche des manuscrits anciens et où il organise des expéditions dans les montagnes. Il consacre également son temps libre à traduire et commenter la Chronique des rois du Cachemire ou Rajatarangini, un texte ancien très important, connu alors seulement par des traductions indirectes. Ce travail sera publié en 1900.
Il étudie également le récit du voyage de Xuanzang, le moine chinois du VIIe siècle qui traversa l'Asie centrale à la recherche des textes originaux du bouddhisme. Cela avive son intérêt pour l’art du Gandhara, cette civilisation des premiers siècles, centrée dans la vallée de Peshawar, et dont l’art fusionne des éléments grecs et bouddhistes.
Un voyage en Europe, en 1890, ne lui permet pas d’y obtenir un poste. Progressivement, il prend racine en Inde et au Cachemire. Il visite la vallée de Swat, en 1897, avec l’orientaliste français Alfred Foucher, puis rentre en Europe. Il prend connaissance de l’existence de manuscrits anciens provenant du Turkestan chinois, dont le premier avait été rapporté, en 1890, par un militaire britannique, le lieutenant Bower. Ces manuscrits étaient écrits dans des langues et des écritures qui permettaient de les dater des premiers siècles de notre ère, et prouvaient que la civilisation du Gandhara s’était diffusée jusque dans les oasis bordant le désert du Taklamakan, dans ce qui est aujourd’hui la province chinoise du Xinjiang.
Il rentre en Inde en 1897 et il pose les premiers jalons de l’organisation d’une expédition vers le Turkestan chinois. Fin 1898, il est promu au poste de directeur de la madrassa de Calcutta (aujourd'hui la Aliah University ou Mohammedan College of Calcutta), un poste qui a l’attrait supplémentaire d’offrir de nombreuses périodes de temps libres. C’est à cette époque qu’une chaire est créée pour lui à l’université de Budapest, mais il ne l’occupera jamais.
L’expédition vers Khotan (aujourd’hui Hotan) est différée d’un an, mais reçoit le soutien du gouverneur du Bengale, et du gouvernement des Indes britanniques, lord Curzon, à qui Stein fait visiter le musée de Lahore. Cette visite permet à Stein d'obtenir un passeport chinois pour pénétrer le Turkestan par la piste du Karakoram.

## 1900-1901: la première expédition, relatée dansSand buried ruins of Khotan(1903)
L’expédition prend le départ de Bandipur au Cachemire à la fin du mois de mai 1900. Elle entame une marche difficile de 200 miles vers le nord par les cols de Tragbal et Burzil pour rejoindre Astor, Gilgit, puis la vallée de la Hunza et le col Kilik à la frontière chinoise, tout près de l'extrémité du corridor de Wakhan en Afghanistan. De là, l’expédition rejoint Tachkourgan, capitale du Sarikol, le Pamir chinois, peuplé de Kirghizes. Stein entreprend l’ascension du Mustagh Ata, une montagne solitaire de 7 546 m que l’explorateur suédois Sven Hedin avait vainement tenté de gravir par trois fois en 1894. Il ne parvient pas à s’aventurer plus haut que 6 000 mètres.
Il atteint Kachgar le 29 juillet, où il est accueilli par George Macartney, le résident britannique, et repart le 11 septembre vers Yarkand, la plus grande ville du Turkestan, forte de 150 000 habitants, puis Khotan, où il établit sa base.
Le 17 octobre il part vers le sud reconnaître le cours supérieur de la rivière Kara-kash qui descend des sommets de la chaîne des Kunlun Shan, en espérant apercevoir les sommets qui lui permettraient de connecter sa position avec les mesures établies depuis le versant sud, et établir ainsi de façon précise sa position géographique.
Revenu à Khotan, il se fait conduire sur le site de Dandan Oilik, à dix jours au nord-est de Khotan, abandonné à la fin du VIIIe siècle, et déjà visité par Hedin en 1895. Sa caravane, équipée pour quatre semaines, est composée d’une trentaine de paysans locaux, de sept chameaux et d’une douzaine d’ânes.
Sur le site, il excave quatorze édifices, découvre des fresques, des bas-reliefs, des statues et des monnaies de cuivre.
Fin janvier 1901, il découvre de nouvelles ruines à cent cinquante kilomètres au nord de Niya (MinFeng). Outre des restes de constructions, elles produisent des tablettes de bois contenant des textes du IIIe siècle, dans une écriture qui corrobore que la région a été conquise et colonisée par des habitants de Taxila (aujourd’hui au Pakistan). Les sceaux qui ornent les tablettes portent des figures clairement issues du monde gréco-romain : Héraclès, Éros, Pallas Athéna.
Fin mars, il explore le site de Uzun-tati, 34 km au nord de Qira, qu'il identifie au Pi-mo de Xuanzang, pèlerin du VIIe siècle, lieu que Yule avait identifié au Pein ou Peym de Marco Polo ; auteur dont Stein a par ailleurs confirmé plusieurs récits.
Stein a juste le temps de passer quelques jours sur un troisième site, Endere, situé cent cinquante kilomètres plus à l'ouest, puis deux autres qu’il ne fait qu’effleurer. Il revient à Khotan où il a le temps de résoudre un mystère qui tenait en haleine les philologues européens : certains manuscrits proposés aux occidentaux étaient écrits dans des alphabets inconnus, et Stein put confondre Islam Akhun, le faussaire qui les produisait.
Il quitte Khotan le 1er mai pour se rendre à Kachgar, Osh et Andijan, dans la vallée du Ferghana (aujourd’hui en Ouzbékistan), et terminus du Transcaspien, le train russe qui le ramène en Europe.
Le British Museum lui prête une pièce, où il peut analyser les trois mille pièces qu’il a rapportées.
Dès octobre 1901, il est en route vers sa nouvelle affectation d’inspecteur des écoles du Punjab, mais il bénéficie d’un congé exceptionnel et il revient à Londres via Bombay en mai 1902, avec l’intention de travailler à la rédaction d’un rapport détaillé de son expédition.
Il propose une nouvelle expédition, vers Balkh en Bactriane, le berceau de la civilisation hellénistique issue des conquêtes d’Alexandre le Grand, qui plus tard se développa en direction de la vallée de l’Indus. Mais sa demande est refusée par l’émir d’Afghanistan.
Fin 1903, un ami obtient pour lui la création d’un poste sur mesure : inspecteur des écoles de la frontière nord-ouest et du Balouchistan et superintendant de l’archéologie. Tout en acceptant, il fait acte de candidature pour accompagner l’expédition militaire britannique au Tibet, sous la direction de Francis Younghusband. Cette demande est de nouveau refusée, au motif que des spécialistes du Tibet sont déjà pressentis pour le poste.
En 1904, il devient citoyen britannique, et reçoit une distinction de la Royal Geographical Society pour ses explorations dans les Kunlun.
Le succès de sa première expédition ayant attiré l’attention de ses collègues et rivaux européens, il décide d’organiser une nouvelle expédition pour éviter que de nombreux sites soient identifiés et explorés par d’autres archéologues. Cette fois, son projet est accepté, et il peut se mettre en route en 1906.

## 1906-1908: la deuxième expédition, relatée dansRuins of desert Cathay(1912)
Conscient de la rivalité des expéditions de l’Allemand Albert von Le Coq et du Français Paul Pelliot, Stein double les étapes pour se mettre au travail dès que possible. Il quitte le Punjab en avril 1906, et emprunte une nouvelle route : il part en direction de la vallée de Swat, puis de Chitral via le col de Lowerai. Il entre au Wakhan par le col de Baroghil, et en Chine par le col de Wakhjir, qui l’amène à Tashkurgan et à Kashgar le 8 juin. Il y retrouve Macartney, récemment promu consul par le gouvernement britannique, qui ne s’est pas embarrassé de demander l’avis des Chinois.
Accompagné cette fois d’un secrétaire chinois, Stein se dirige vers Khotan où il passe l’été à explorer les Kunlun Shan. Puis il étudie deux sites à Khadalik et Niya avant de se rendre à Charklik (RuoQiang), puis à Loulan, dans la deuxième quinzaine de décembre.
Le site de Loulan avait été découvert fortuitement par Sven Hedin en 1900 (?), et correspondait au point où la route de la soie se divisait en deux branches qui contournaient le désert du Taklamakan par le nord et le sud. Dans cette ancienne ville de garnison, Stein découvre des objets quotidiens, mais également de la soie, et des documents, dont certains dans une écriture à cette date inconnue.
L’étape suivante de l’expédition est le site de Miran, où les ruines d’un fort tibétain produisent des documents anciens. Mais les découvertes les plus importantes sont plus anciennes : des restes de statues, des fresques peintes, et même des angelots ailés qui évoquent l’art chrétien.
Début mars, l’expédition se dirige vers Dunhuang, un site que les Allemands et les Français souhaitaient également visiter, non sans identifier en route les ruines d’un mur de fortifications, marqué par une succession de tours à intervalles de quelques kilomètres.
Dunhuang s’avère le plus fascinant de tous les sites explorés par Stein : au flanc d’une falaise, des centaines de grottes contenant des fresques et des sculptures y témoignent de la ferveur bouddhiste des commerçants des caravanes qui arpentaient la route de la soie. La majeure partie des grottes date de la dynastie Tang (VIIe au Xe siècle), et est alors toujours fréquentée par des pèlerins. Mais une rumeur fait état de la découverte récente d’une cache contenant des milliers de manuscrits anciens. C’est un moine taoiste nommé Wang Yuanlu qui en a la garde.
En avril et mai, Stein retourne dans le désert pour excaver des tours du mur qu’il a identifié en arrivant, puis il retourne à DunHuang.  Là, usant de leur admiration partagée pour le pèlerin bouddhiste Xuanzang, il persuade le moine Wang Yuanlu de lui céder une partie des Manuscrits de Dunhuang. Travaillant jour et nuit avec son secrétaire chinois, Stein sélectionne les pièces qui lui semblent les plus intéressantes, et quitte DunHuang le 14 juin 1907, avec cinq voitures à cheval chargées de caisses de documents.
Durant les mois d’été, il explore la chaîne des Nanshan (en), au sud de DunHuang, puis il emprunte la route nord du Taklamakan, où il visite des sites déjà fouillés par les Allemands. En février 1908, il entreprend une audacieuse traversée du Taklamakan, du nord au sud. Il part de Shahyar, à deux jours de marche au sud de Kucha (KuChe), en compagnie de vingt hommes et de quinze chameaux pour une traversée de deux cent cinquante kilomètres qui doit le conduire au point où la rivière de Khotan se perd dans les sables. Après quelques jours d’angoisse, la caravane trouve le lit gelé de la rivière, reconstitue ses réserves et atteint Khotan. Il traverse de nouveau le désert dans l’autre direction pour se rendre à Aksu, et revient à Khotan par les oasis de l’ouest. Il consacre quelques semaines à la préparation de la caravane du retour, qu’il envoie le 1er août vers Leh au Ladakh par la piste des cols du Karakorum (Sanju, Suget, Karakorum, Sasser, Khardong) pendant que lui entreprend de traverser les Kunlun par un nouvel itinéraire, avec l’objectif de reconnaître le cours supérieur de la rivière Yorun-Kash. Ils passent un col à six mille mètres d’altitude, où Stein s’attarde à réaliser des photographies malgré le froid perçant. Arrivé au camp, il se rend compte que ses orteils sont gelés. Ne pouvant marcher, il se fait porter par les poneys. Quatre jours sont nécessaires pour rejoindre la caravane principale qui attend au pied de la passe de Karakorum, puis il se passe encore deux semaines avant qu’il puisse être amputé de cinq orteils par le chirurgien de la mission de Leh.
À son arrivée au Cachemire, il est accueilli en héros. Il rejoint ensuite Lahore, puis Calcutta et l’Europe en janvier 1909. Il y passe trois ans, qu’il consacre au travail et à des conférences. Il reçoit les honneurs des universités et sociétés scientifiques et prépare deux ouvrages : un compte rendu destiné au public (Ruins of desert Cathay, 1912) et un volumineux ouvrage en cinq tomes intitulé Serindia qui ne sera publié qu’en 1921.
Son retour en Inde est différé jusqu’à la fin de 1911, où on lui propose le poste de surintendant pour l’architecture dans la province des Frontières du Nord-Ouest, un poste qui lui permet de se préparer pour l’expédition qu’il rêve de réaliser à Balkh, mais pour laquelle aucune autorisation ne lui est accordée. Il décide de monter une troisième expédition vers le Turkestan chinois.

## 1913-1915: La troisième expédition, relatée dansInnermost Asia(1928)
L’expédition quitte le Cachemire en juillet 1913 en direction de Chilas sur l’Indus, puis de la vallée tribale de Darel, dont les sites pré-islamiques n’avaient jamais été reconnus. Stein identifie des sites mentionnés par les pèlerins bouddhistes chinois, et notamment des gorges de l'Indus où des chaînes métalliques permettaient le passage. Il franchit les cols de Sheobat et de Darkot vers le nord, retrouvant un itinéraire emprunté par une expédition chinoise du VIIIe siècle, et identifiant au passage une inscription tibétaine.
Parvenu à Tashkurgan, il envoie une équipe reconnaître des régions inconnues des Kunlun Shan, et se dirige vers Kashgar par un nouvel itinéraire à l’est du Mustagh Ata.
Sans tarder, il se dirige vers le désert du Lop Nor par un nouvel itinéraire, en partant directement à l’est de Kashgar et avec l’intention d’obliquer ensuite vers le sud en direction de Mazartagh. La difficulté du terrain le contraint à faire demi-tour, et à atteindre Khotan par une route plus sûre. L’expédition longe le cordon des oasis du sud du Taklamakan en profitant de quelques interruptions pour compléter son travail des expéditions précédentes. À Miran, il constate le passage d’une expédition japonaise, dont il fustige le mauvais travail. Puis il se dirige vers le Lop Nur pour retrouver la vieille route menant de Loulan à Dunhuang. Il a même la surprise de retrouver ses propres traces de pas, conservées intactes par le désert après sept années.
À Dunhuang, il retrouve le moine Wang, qui lui vend de nouveaux manuscrits et lui relate le passage de l’expédition française de Paul Pelliot. Il s’engage vers l’est, le long de la muraille de Chine, puis remonte le cours de la rivière Etsin Gol qui draine vers le nord les eaux du Nan Shan. Il atteint Khara-Khoto, l'Etsina de Marco Polo, la vieille cité qui avait été découverte en 1908 par l’explorateur russe Kozlov.
En novembre 1914, Stein arrive à Turfan à travers le désert de Gobi. Il se met au travail sur des sites déjà excavés par les Allemands quelques années plus tôt, et découvre le site d’Astana.
En mai 1915, il est de retour à Kashgar. Les Russes, alliés de guerre des Britanniques, lui permettent de s’aventurer dans leur zone d’influence : la vallée de l’Alai, puis la traversée du Pamir rendue difficile par un tremblement de terre en 1911, et les lacs Yeshil-Kol et Victoria. Stein chasse un mouton de Marco Polo (ovis ammon polli), et atteint le Wakhan russe, d’où il se dirige vers Samarcande, Boukhara et Mashhad en Iran. 
Sur le site de Koh-i-Kwaja, à Sistan, il exhume les restes d’un sanctuaire zoroastrien, orné d’une fresque qu’il attribue à la période Sassanide (IIIe au VIIe siècle).
Stein revient à Delhi via le Balouchistan et Quetta, en février 1916, puis se rend au Royaume-Uni, où il atteint l’âge de la retraite en 1917. Il continue néanmoins de travailler à ses publications au Royaume-Uni et en Inde jusqu’en 1924. Il s’emploie également à obtenir l’autorisation de se rendre en Afghanistan, mais la malchance s’abat sur lui. La troisième guerre anglo-afghane, puis la diplomatie française déjouent ses plans : en 1923, la France obtient une concession exclusive pour les missions de recherche archéologiques en Afghanistan.
En 1924, il entreprend d’étudier l’arabe. Il visite l’Égypte, Pétra, Jérusalem, Damas, Beyrouth, Constantinople.
Lorsqu’il retourne en Inde fin 1925, il apprend que le Mir de la région de Swat est disposé à lui fournir un permis d’exploration, Il y passe deux mois et demi à identifier les traces de Xuanzang et d’Alexandre le Grand, ce qui constitue la substance de son ouvrage On Alexander's Track to the Indus (1927).
En 1927, il s’intéresse aux civilisations préhistoriques orientales. Le site d'Harappa avait été découvert quelques années plus tôt sur le cours inférieur de la vallée de l’Indus, et il souhaite étudier les éventuels liens de ces cultures avec Sumer. Il retourne deux fois pendant quatre mois au Balouchistan où il identifie des sites anciens. Il visite Gwadar, Kalat, Quetta, et revient au Cachemire en mai 1928, où il décide finalement de prendre sa retraite à l’âge de soixante-six ans, après quarante et un ans de service. Il rentre en Europe via le Moyen-Orient. À Mossoul il obtient la permission de la RAF de survoler la zone en avion, une expérience qu’il souhaite réitérer sur d’autres théâtres d’exploration.

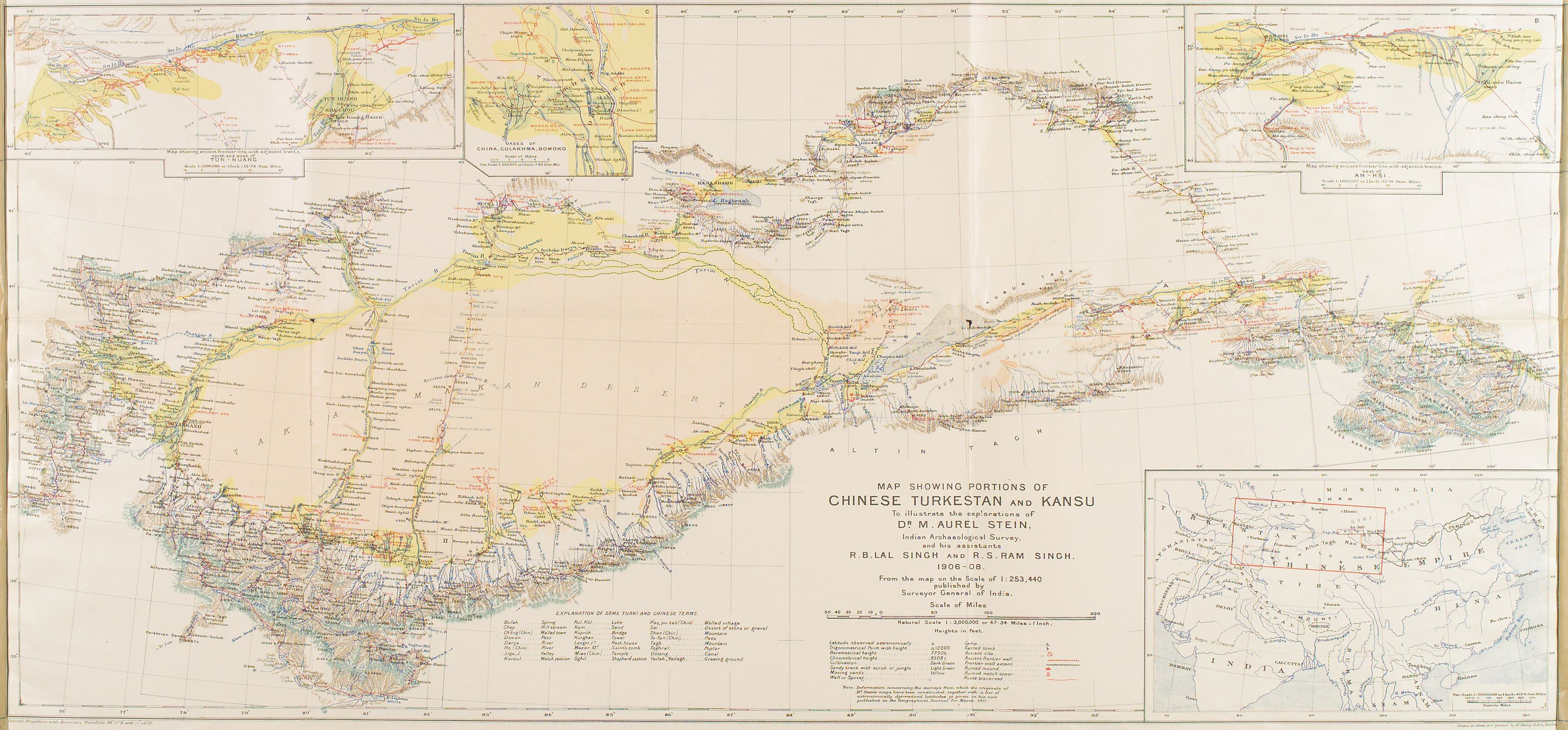
Carte de Taklamakan dans Serindia 1921, vol. V.

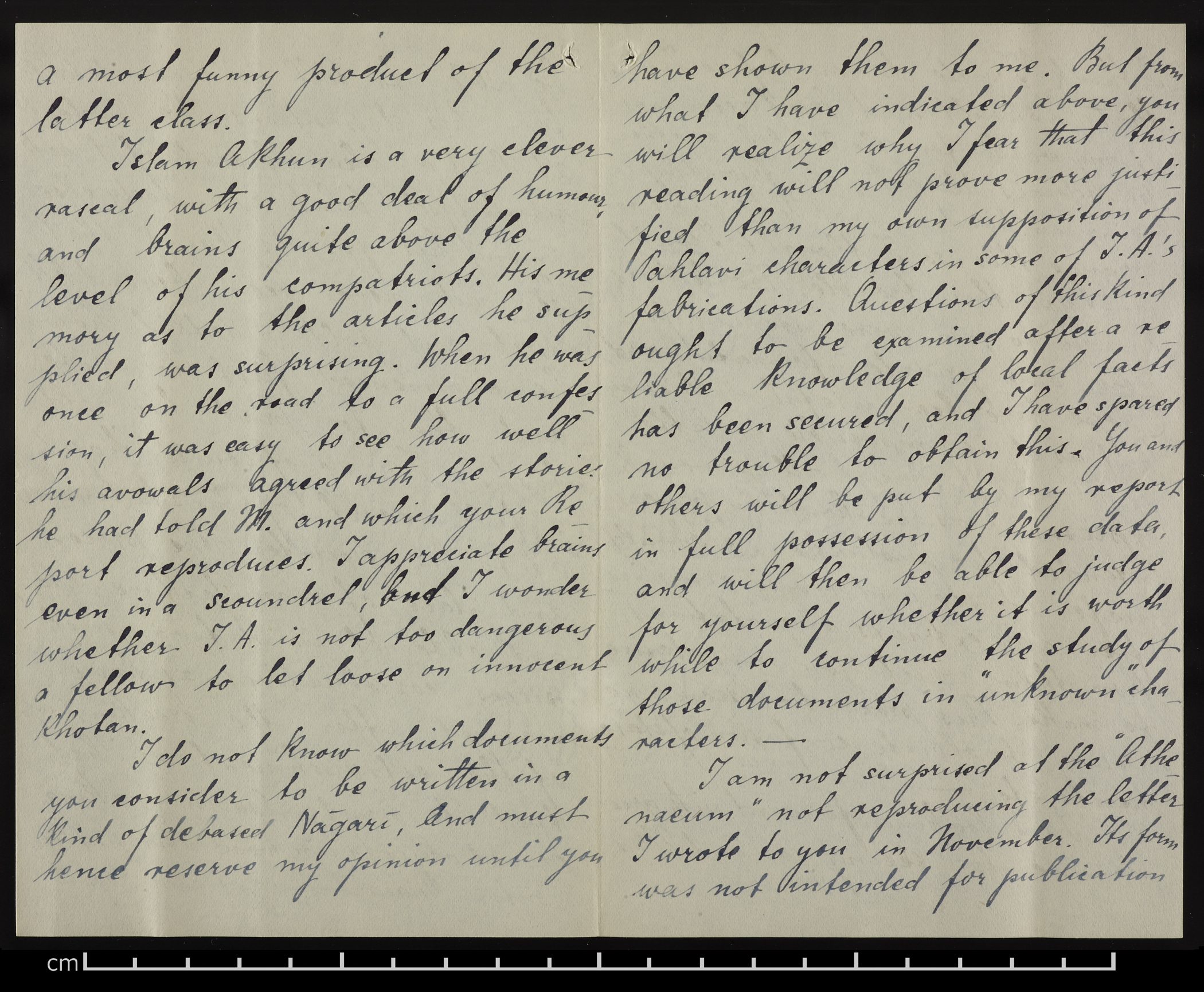
Lettre de Stein à
Rudolf Hoernlé, Kashgar, 25 mai 1901.

## 1930: La quatrième expédition
En décembre 1929, invité à donner des conférences à Harvard, il se rend aux États-Unis. Il parvient à y lever des fonds pour une nouvelle expédition en Chine. Après être rentré à Londres, il décide de rejoindre Nankin via les États-Unis, Vancouver et le Japon. Arrivé à Nankin en avril 1930, il obtient un vague permis, en dépit de l’hostilité du gouvernement chinois. Puis il s’embarque à Shanghai pour Calcutta et le Cachemire, qu’il quitte en août, en direction de Gilgit, où il apprend que le gouverneur du Xinjiang lui refuse l’entrée sur le territoire chinois. La situation se dénoue, et il atteint Kashgar le 8 octobre, puis Khotan, Keriya et Cherchen (aujourd’hui Qiemo). Mais les ennuis reprennent : on lui adjoint un agent de liaison chinois qui a mission de l’espionner, on lui interdit de fouiller, et il doit finalement revenir à Kashgar et terminer prématurément l’expédition.
Acceptant que les conditions politiques ont changé, il tourne son attention vers l’Iran, mais effectue dans l’intervalle une reconnaissance de la rivière Jhelum au Punjab pour identifier le point où Alexandre la traversa.
De 1932 à 1936, il travaille en Iran, jusqu’alors le domaine préservé des archéologues français. Au Balouchistan d’abord, puis le long du golfe Persique, à Fars, et au Kurdistan, il parcourt de grandes distances et défriche les éléments centraux de l’histoire ancienne locale.
Son attention se tourne ensuite vers l’Irak et la Jordanie, où il imagine que des techniques de reconnaissance aérienne permettront de retrouver le tracé d’un ancien réseau de routes romaines constituant un système défensif. Les permissions et financements obtenus, il effectue au départ de Mossoul son premier vol de reconnaissance en mars 1938, à l’âge de soixante-seize ans.
Alors que la situation européenne s’assombrit, il rejoint le Cachemire, puis Londres d’où il assiste à la déclaration de guerre. Il estime qu’il pourra mieux travailler en Inde, où il espère obtenir des permis pour se rendre dans des territoires qu’il n’a pas encore visités. En février 1940, il a l’occasion de survoler en avion les gorges de l’Indus entre Besham et Gilgit, et d’admirer la masse imposante du Nanga Parbat.
Il explore la région de la passe de Khyber, à la frontière afghane, et est invité à visiter le Kohistan à la fin de l’année 1941. Il se rend à Swat, puis passe le col de Bisau à quatre mille cinq cents mètres d’altitude vers la rivière Kandia. Il poursuit ses investigations dans les différentes vallées tributaires de l’Indus.
Enfin, il obtient l’autorisation de se rendre en Afghanistan, l’un des plus anciens rêves de sa vie. Il se rend à Peshawar, et atteint Kaboul le 19 octobre 1943. Mais il tombe malade quelques jours plus tard, et meurt le 26 octobre 1943, après avoir exprimé le souhait d’une cérémonie anglicane. Il repose dans le cimetière international de Kaboul.
Anobli par le gouvernement britannique, Aurel Stein reçut de son vivant le titre de docteur honoris causa des universités d'Oxford et de Cambridge.

## Publications
- 1898. Detailed Report on an Archaeological Tour with the Buner Field Force, Lahore, Punjab Government Press.
- 1900. Kalhaṇa's Rājataraṅgiṇī – A Chronicle of the Kings of Kaśmīr, 2 vols. London, A. Constable & Co. Ltd. Reprint, Delhi, Motilal Banarsidass, 1979.
- 1905. Report of Archaeological Survey Work in the North-West Frontier Province and Baluchistan, Peshawar, Government Press, N.W. Frontier Province.
- 1907. Ancient Khotan: Detailed report of archaeological explorations in Chinese Turkestan, 2 vols. Clarendon Press. Oxford[4].
- 1912. Ruins of Desert Cathay: Personal Narrative of Explorations in Central Asia and Westernmost China, 2 vols. London, Macmillan & Co. Reprint: Delhi. Low Price Publications. 1990.
- 1921a. Serindia: Detailed report of explorations in Central Asia and westernmost China, 5 vols. London & Oxford, Clarendon Press. Reprint: Delhi. Motilal Banarsidass. 1980[4].
- The Thousand Buddhas : ancient Buddhist paintings from the cave-temples of Tung-huang on the western frontier of China.[4]
- 1921b “A Chinese expedition across the Pamirs and Hindukush, A.D. 747.” Indian Antiquary 1923.
- 1928. Innermost Asia: Detailed Report of Explorations in Central Asia, Kan-su and Eastern Iran, 5 vols. Oxford, Clarendon Press. Reprint: New Delhi. Cosmo Publications. 1981[4].
- 1929. On Alexander's Track to the Indus: Personal Narrative of Explorations on the North-West Frontier of India. London, Macmillan & Co. Reprint: New York, Benjamin Blom, 1972.
- 1932 On Ancient Central Asian Tracks: Brief Narrative of Three Expeditions in Innermost Asia and Northwestern China. Reprinted with Introduction by Jeannette Mirsky. Book Faith India, Delhi. 1999.
- 1940 Old Routes of Western Iran: Narrative of an Archaeological Journey Carried out and Recorded, Macmillan and Co. St. Martin's Street, London.
- 1944. "Archaeological Notes from the Hindukush Region". J.R.A.S., p. 1-24 + fold-out.

## Honneur
L'astéroïde (552847) Steinaurél est nommé en son honneur.